# Tsuruta (Aomori)
Tsuruta (鶴田町 Tsuruta-machi?) es un pueblo localizado en la prefectura de Aomori, Japón. En octubre de 2018 tenía una población de 12.769 habitantes y una densidad de población de 275 personas por km². Su área total es de 46,43 km².

## Geografía

### Municipios circundantes
- Prefectura de Aomori
  - Hirosaki
  - Goshogawara
  - Itayanagi
  - Tsugaru

## Demografía
Según datos del censo japonés, la población de Tsuruta ha disminuido en los últimos años.
| Año del censo | Población |
| ------------- | --------- |
| 1995          | 16.126    |
| 2000          | 15.795    |
| 2005          | 15.218    |
| 2010          | 14.270    |
| 2015          | 13.392    |